# Nicolai Burdenko
Nicolai Nilovich Burdenko (em russo:  Никола́й Ни́лович Бурде́нко; Kamenka, 3 de junho de 1876 — Moscou, 11 de novembro de 1946) foi um médico cirurgião soviético, considerado o fundador da neurocirurgia russa. Foi cirurgião-chefe do Exército Vermelho (1937-46), acadêmico integrante da Academia de Ciências da Rússia (desde 1939), primeiro diretor da Academia de Ciências Médicas da União Soviética (1944-46), Herói do Trabalho Socialista, coronel-general de serviços médicos e recipiente do Prêmio Stalin.
Desde 1929 Burdenko foi o diretor da clínica de neurocirurgia do Instituto de raio X do Comissariado do Povo de Saúde Pública, baseado no qual em 1934 foi fundado o primeiro instituto neurocirúrgico do mundo. Durante a II Guerra Mundial, em 1943, ele foi nomeado chefe da Comissão Extraordinária de Estado para investigar o Massacre de Katyn. A conclusão de suas investigações foi a de que o crime havia sido cometido pelos nazistas, o que anos depois foi desmentido por investigações posteriores de autoridades russas, que responsabilizaram os próprios soviéticos pelo massacre. Seu nome também aparece no relatório soviético sobre Auschwitz, que foi apresentado como evidência no Julgamento de Nuremberg.
Burdenko foi um dos primeiros médicos a praticar cirurgia clínica no sistema nervoso central e periférico. Desenvolveu também uma técnica chamada bulbotomia, a operação da parte superior da medula espinhal. Criou uma escola de cirurgiões e escreveu trabalhos sobre oncologia do sistema nervoso vegetativo, patologia da circulação de líquidos, circulação sanguínea cerebral e mais de 400 estudos acadêmicos, todos de valiosa contribuição para a teoria e a prática da neurocirurgia. Foi condecorado com a Ordem da Estrela Vermelha e por três vezes com a Ordem de Lenin.